# Fejér-tétel
A matematika területén, azon belül a Fourier-sorba fejtés akkor lezártnak hitt elméletében Fejér Lipót 20 évesen jelentős felfedezést tett. 1900-as dolgozatában bebizonyította, hogy egy mindenütt folytonos, 2π szerint periodikus függvény Fourier-sorának rögzített helyen vett részletösszegei helyett (melyek divergensek lehetnek), azok számtani közepeinek sorozatát véve az új sorozat már konvergens. Ha pedig a függvény az [a,b] zárt intervallumban folytonos, akkor Fourier-sora részletösszegeinek számtani közepei egyenletesen konvergálnak az f(x) függvényhez.

## Explicit megfogalmazás
Ha f:R → C mindenütt folytonos, 2π szerint periodikus függvény, akkor f Fourier-sora sn részletösszeg-sorozatának Cesàro-közepei egyenletesen konvergálnak f-hez a [-π,π] intervallumban.
Explicite:
{\displaystyle s_{n}(x)=\sum _{k=-n}^{n}c_{k}e^{ikx},}
ahol
{\displaystyle c_{k}={\frac {1}{2\pi }}\int _{-\pi }^{\pi }f(t)e^{-ikt}dt,}
és
{\displaystyle \sigma _{n}(x)={\frac {1}{n}}\sum _{k=0}^{n-1}s_{k}(x)={\frac {1}{2\pi }}\int _{-\pi }^{\pi }f(x-t)F_{n}(t)dt,}
ahol Fn az n-edrendű Fejér-féle magfüggvény.
A tétel általánosabban kimondott formája nem szükségképpen folytonos függvényekre is érvényes (Zygmund 1968, Theorem III.3.4).  Tegyük fel, hogy f ∈ L1(-π,π). Ha az f(x)-nek x0 helyen léteznek f(x0±0) bal és jobb oldali határértékei, vagy ha mindkét határérték végtelen, de azonos előjellel, akkor
{\displaystyle \sigma _{n}(x_{0})\to {\frac {1}{2}}\left(f(x_{0}+0)+f(x_{0}-0)\right).}
A Cesàro-közép létezése vagy végtelenbe divergálása szintén szóba kerül. Riesz Marcell egy tétele alapján a Fejér-tétel precíz marad, ha a σn (C, 1) közepét lecseréljük egy Fourier-sor (C, α) közepével (Zygmund 1968, Theorem III.5.1).